# Lycosa labialis
Lycosa labialis är en spindelart som beskrevs av Mao och Song 1985. Lycosa labialis ingår i släktet Lycosa och familjen vargspindlar. Inga underarter finns listade i Catalogue of Life.